# Trechisibus
Trechisibus is een geslacht van kevers uit de familie van de loopkevers (Carabidae). De wetenschappelijke naam van het geslacht is voor het eerst geldig gepubliceerd in 1862 door Motschulsky.

## Soorten
Het geslacht Trechisibus omvat de volgende soorten:
- Trechisibus acutangulus Mateu & Belles, 1981
- Trechisibus albertaecaroli Deuve, 2006
- Trechisibus alexius Bonniard De Saludo, 1970
- Trechisibus alticola Mateu, 1979
- Trechisibus amesi M.Etonti & Mateu, 1992
- Trechisibus amplipennis M.Etonti & Mateu, 1996
- Trechisibus antarcticus (Dejean, 1831)
- Trechisibus arduus Mateu, 1979
- Trechisibus aricensis Jeannel, 1958
- Trechisibus atratus Jeannel, 1962
- Trechisibus axillaris (Putzeys, 1870)
- Trechisibus aymara Trezzi, 2005
- Trechisibus baeckstroemi Andrewes, 1931
- Trechisibus bellesi M.Etonti & Mateu, 2002
- Trechisibus bohorquezae M.Etonti & Mateu, 1992
- Trechisibus bolivarianus Trezzi, 2011
- Trechisibus bordoni Mateu, 1978
- Trechisibus brachyderus Jeannel, 1962
- Trechisibus brevicornis Ueno, 1976
- Trechisibus bruchi Jeannel, 1937
- Trechisibus brundini Ueno, 1974
- Trechisibus calathiformis Deuve, 2002
- Trechisibus callanganus Jeannel, 1937
- Trechisibus cekalovici Jeannel, 1961
- Trechisibus chacasinus Allegro; Giachino & Sciaky, 2008
- Trechisibus chaudoiri Jeannel, 1954
- Trechisibus chloroticus (Putzeys, 1870)
- Trechisibus chucurensis Trezzi, 2007
- Trechisibus coiffaiti Bonniard De Saludo, 1970
- Trechisibus collaris Jeannel, 1961
- Trechisibus complanatus Jeannel, 1962
- Trechisibus convexiusculus Jeannel, 1962
- Trechisibus crassipes Ueno, 1972
- Trechisibus cristinensis Jeannel, 1962
- Trechisibus cuzcoensis M.Etonti & Mateu, 1996
- Trechisibus cyclopterus (Putzeys, 1870)
- Trechisibus daccordii Allegro; Giachino & Sciaky, 2008
- Trechisibus darwini Jeannel, 1927
- Trechisibus decensii Allegro; Giachino & Sciaky, 2008
- Trechisibus depressior Deuve, 2002
- Trechisibus depressus (Germain, 1855)
- Trechisibus dimaioi Casale, 1978
- Trechisibus dispar Jeannel, 1937
- Trechisibus ebeninus Jeannel, 1962
- Trechisibus eleonorae Allegro; Giachino & Sciaky, 2008
- Trechisibus falklandicus Schweiger, 1959
- Trechisibus femoralis (Germain, 1855)
- Trechisibus ferrugineus (Brulle, 1842)
- Trechisibus forsteri (Schweiger, 1958)
- Trechisibus franzi Mateu & Negre, 1972
- Trechisibus geae M.etonti & Mateu, 1998
- Trechisibus germaini Jeannel, 1962
- Trechisibus gigas Trezzi, 2007
- Trechisibus gonzalesi M.Etonti & Mateu, 1992
- Trechisibus guzzettii Trezzi, 2011
- Trechisibus homaloderoides Ueno, 1976
- Trechisibus hornensis (Fairmaire, 1885)
- Trechisibus inca Mateu, 1979
- Trechisibus incertus M.Etonti & Mateu, 1996
- Trechisibus infuscatus Mateu, 1978
- Trechisibus jasinskii Deuve, 2001
- Trechisibus jeanneli Bonniard De Saludo, 1970
- Trechisibus kamergei Jeannel, 1962
- Trechisibus kuscheli Jeannel, 1954
- Trechisibus lacunensis Mateu, 1978
- Trechisibus laevissimus (Putzeys, 1870)
- Trechisibus lamasi M.Etonti & Mateu, 1992
- Trechisibus laresensis M.Etonti & Mateu, 1996
- Trechisibus latellai Mateu & M.Etonti, 2006
- Trechisibus leechi Ueno, 1972
- Trechisibus liberatrix Mateu, 1979
- Trechisibus loeffleri Jeannel, 1958
- Trechisibus lojaensis Deuve, 2002
- Trechisibus longicornis Mateu & Negre, 1972
- Trechisibus lurdus M.Etonti & Mateu, 1999
- Trechisibus macrocephalus Jeannel, 1930
- Trechisibus magellanus Jeannel, 1961
- Trechisibus martinezi Mateu, 1978
- Trechisibus maucauensis Mateu & M.Etonti, 2002
- Trechisibus michelbacheri Ueno, 1972
- Trechisibus minutus M.Etonti & Mateu, 1996
- Trechisibus missionis Allegro; Giachino & Sciaky, 2008
- Trechisibus monrosi Mateu & Negre, 1972
- Trechisibus moreti Deuve, 2002
- Trechisibus nahuelanus Mateu & Negre, 1972
- Trechisibus nevadoi Roig-Junient & Sallenave, 2005
- Trechisibus nicki Schweiger, 1959
- Trechisibus nigripennis (Solier, 1849)
- Trechisibus nitidus (Germain, 1855)
- Trechisibus obesus Jeannel, 1954
- Trechisibus obtusiusculus Jeannel, 1962
- Trechisibus olympicus Allegro; Giachino & Sciaky, 2008
- Trechisibus oreobates Jeannel, 1962
- Trechisibus orophilus Mateu & M.Etonti, 2002
- Trechisibus ovalipennis Jeannel, 1962
- Trechisibus ovalis Jeannel, 1958
- Trechisibus pascoensis Mateu, 1978
- Trechisibus patarcochae Allegro; Giachino & Sciaky, 2008
- Trechisibus peruvianus Jeannel, 1927
- Trechisibus pierrei Mateu, 1979
- Trechisibus punaensis M.Etonti & Mateu, 2000
- Trechisibus punctiventris (Germain, 1855)
- Trechisibus pygmaeus Jeannel, 1930
- Trechisibus quierocochensis Mateu, 1978
- Trechisibus quietus M.Etonti & Mateu, 2000
- Trechisibus rarianus M.Etonti & Mateu, 1996
- Trechisibus rectangulus Jeannel, 1962
- Trechisibus rossi Ueno, 1972
- Trechisibus saizi Bonniard De Saludo, 1970
- Trechisibus schmidti Ueno, 1971
- Trechisibus setulosus Mateu & Negre, 1972
- Trechisibus sinuatus Jeannel, 1962
- Trechisibus spelaeus Mateu & Belles, 1981
- Trechisibus straneoi Bonniard De Saludo, 1970
- Trechisibus stricticollis Jeannel, 1962
- Trechisibus subglobosus Mateu & Belles, 1981
- Trechisibus tapiai Deuve, 2002
- Trechisibus tenuitarsis Mateu, 1979
- Trechisibus theresiae M.Etonti & Mateu, 1996
- Trechisibus ticliensis Trezzi, 2007
- Trechisibus topali Mateu & Negre, 1972
- Trechisibus tripunctatus Jeannel, 1958
- Trechisibus trisetosus Jeannel, 1958
- Trechisibus tucumanus Jeannel, 1962
- Trechisibus ukupachensis Trezzi, 2007
- Trechisibus valenciai M.Etonti & Mateu, 1992
- Trechisibus variicornis (Putzeys, 1870)
- Trechisibus veneroi M.Etonti & Mateu, 1992
- Trechisibus ventricosus Jeannel, 1958
- Trechisibus vivesi Mateu, 2000
- Trechisibus wachucochae Allegro; Giachino & Sciaky, 2008
- Trechisibus wardi M.Etonti, 2003
- Trechisibus yanamensis Allegro; Giachino & Sciaky, 2008